# عقد لمفاوية صدرية
يمكن تقسيم الغدد اللمفاوية الصدرية إلي نوعين: جدارية وحشوية، الأولى مثبتة في جدار القفص الصدري، بينما الثانية فهي مرتبطة بالأحشاء.